# Confederação Brasileira de Levantamentos Básicos
A Confederação Brasileira de Levantamentos Básicos (CBLB) é o órgão responsável pela organização dos eventos nacionais e pela representação de entidades e atletas de levantamento de peso básico ou powerlifting no Brasil. 
É afiliada à International Powerlifting Federation - IPF  e tem garantido a participação de atletas brasileiros todos os anos em campeonatos sul-americanos, pan-americanos e mundiais de powerlifting. Garante também a participação de atletas brasileiros, nos World Games, Arnold Classic  e outros importantes torneios internacionais.

## Federações
A seguir uma lista com as federações estaduais filiadas à CBLB.
| UF | Federação                                                            |  |
| -- | -------------------------------------------------------------------- |  |
| AM | Federação Amazonense de Levantamento de Potência e Esportes de Força |  |
| MG | Associação Mineira de Levantamentos Básicos                          |  |
| MS | Associação Sul Mato-Grossense de Levantamento de Potência            |  |
| PB | Federação Paraibana de Levantamentos Básicos                         |  |
| PE | Federação Pernambucana de Powerlifting                               |  |
| PR | Federação Paranaense de Powerlifting e Supino FPPS                   |  |
| RJ | Federação de Powerlifting do Estado do Rio de Janeiro                |  |
| RR | Federação Roraimense de Powerlifting                                 |  |
| SC | Federação Catarinense de Levantamentos Básicos                       |  |
| SP | Federação Paulista de Powerlifting                                   |  |
|    |                                                                      |  |

## Presidentes
| Ano          | Presidente             |
| ------------ | ---------------------- |
| 1994 – 2000  | Carlos Roberto Fanelli |
| 2000 – atual | Julio Cesar Conrado    |